# Charles-Édouard Lefebvre
Charles-Édouard Lefebvre (París, 19 de juny de 1843 – Aix-les-Bains, 8 de setembre de 1917) fou un compositor francès del Romanticisme.
Fou professor del Conservatori de la capital francesa, i oficial de la Legió d'Honor i d'Instrucció pública.
A més de diversos cors, melodies i música de cambra, etc., va compondre: Psaume XXIII (1874); Judith, drama líric (1879); Melka (1883); Zaira (1884); Eloa, poema líric (1889); Djelma (1894); Sainte Cécile (1896); La Messe du Fantóme (1899); Toggenburg (1906); diverses obres simfòniques, entre elles la Simfonia en re, Dalila, etc.